# لوف الصداقة
لوف الصداقة (الاسم العلمي:Arum megobrebi) هو نوع من النباتات يتبع جنس اللوف من الفصيلة اللوفية.